# 马青年
马青年（1917年—1997年），又名马青廉，经名撒力海，男，祖籍河南孟县，生于陕西安康，中华人民共和国政治人物。

## 生平
早年参加红二十五军。1936年，任红十五军团回民独立师师长。1945年，任共冀察热辽热中赤峰县委书记、中共赤峰市委书记。1957年，升任甘肃省常务副省长。1979年，任陕西省革命委员会副主任。1980年，任宁夏回族自治区人大常委会主任。